# Kiragasuru, Tirumakudal Narsipur
Kiragasuru là một làng thuộc tehsil Tirumakudal Narsipur, huyện Mysore, bang Karnataka, Ấn Độ.